# Teoretická mechanika
Teoretická mechanika (též analytická mechanika) je označení, které se užívá pro matematické formulace klasické mechaniky. Tyto formulace vznikaly od konce 18. století na základech, které položil Isaac Newton.

## Výklad pojmu
Jedním z prvních příspěvků teoretické mechaniky byl d'Alembertův princip, který vznikl na základě analogie s Fermatovým principem, což je variační princip užívaný v geometrické optice. V klasické mechanice byl objeven Maupertuisův princip.
Pomocí zobecněných souřadnic lze získat Lagrangeovy pohybové rovnice (viz Lagrangeovská formulace mechaniky). Dále lze získat zobecněné hybnosti a Hamiltonovy rovnice (viz Hamiltonovská formulace mechaniky). Hamiltonovy rovnice představují integrální rovnice, zatímco Lagrangeovy rovnice jsou diferenciální. Dále lze odvodit Hamiltonovu–Jacobiho rovnici.
Studium řešení Hamiltonovy–Jacobiho rovnice vede ke studiu symplektických struktur.
Teoretická mechanika je tedy přístup k problematice mechaniky, který na rozdíl od klasické Newtonovy mechaniky nebere za axiomy Newtonovy pohybové zákony, nýbrž exaktnější výchozí předpoklady. Takovéto formulace mechaniky pak umožňují elegantní řešení fyzikálních problémů klasickým newtonovským způsobem těžko řešitelných. Jako ilustraci lze uvést problém s kuličkou kutálející se po kouli, kdy je úkolem zjistit, ve kterém místě se kulička od koule odtrhne.
Poprvé přeformuloval klasickou mechaniku Joseph Louis Lagrange v roce 1788. O další nové přístupy k mechanice se zasloužili Jean le Rond d'Alembert a William Rowan Hamilton.
Důležitými pojmy teoretické mechaniky jsou vazby, se kterými souvisí jak D'Alembertův princip, tak i Lagrangeovy rovnice prvního druhu. Z D'Alembertova principu lze odvodit Lagrangeovy rovnice druhého druhu, které popisují pohyb tělesa pomocí tzv. Lagrangeovy funkce {\displaystyle L}, což je rozdíl kinetické a potenciální energie.
Zcela odlišná je formulace Hamiltonova, v níž pohybové rovnice nabývají mimořádně prostého tvaru, a proto se stala pro další rozvoj teoretické fyziky stejně významná jako formulace lagrangeovská. Vystupují zde souřadnice a jim příslušné zobecněné hybnosti jako rovnoprávné dvojice proměnných ve fázovém prostoru.

## Vazby
Síly, které působí na hmotné body, můžeme rozdělit do dvou skupin. Na jedné straně jsou to síly vtištěné {\displaystyle \mathbf {F} }, např. gravitace, elektromagnetická síla, odpor vzduchu atd. Na druhé straně jsou to síly vazbové {\displaystyle \mathbf {R} },tj. reakce podložek či obecnějších vazeb. Matematicky zapisujeme vazby následovně: Pohyb po kouli o poloměru {\displaystyle a} se středem v počátku je omezen vazbou
{\displaystyle \phi (\mathbf {r} )=x^{2}+y^{2}+z^{2}-a^{2}=0}. )
Dále se budeme zabývat pouze popisem pohybu podrobeného tzv. holonomním, tzn. na rychlosti nezávisejícím vazbám.
Síly holonomních vazeb jsou k vazbám kolmé.

## Lagrangeovy rovnice prvního druhu
Při odvození vyjdeme z klasické pohybové rovnice
{\displaystyle m\mathbf {{\ddot {r}}=F+R} }.
Jak víme, vazební síly {\displaystyle \mathbf {R} } holonomních vazeb jsou k vazbám kolmé. Označíme-li vazbu
{\displaystyle \phi (\mathbf {r} ,t)=0},
pak normála k ploše {\displaystyle \phi =0\,\!} je
{\displaystyle \mathbf {n} =\nabla \phi }.
Protože {\displaystyle \mathbf {R} } má směr normály, platí
{\displaystyle \mathbf {R} =\lambda \mathbf {n} =\lambda \nabla \phi },
z čehož dostáváme Lagrangeovy rovnice prvního druhu:
{\displaystyle m\mathbf {{\ddot {r}}=F+\lambda \nabla \phi } };

{\displaystyle \phi (\mathbf {r} ,t)=0}.
Tyto rovnice lze zobecnit pro {\displaystyle N} hmotných bodů a {\displaystyle v} vazeb.
Tím dostáváme {\displaystyle 3N+v} rovnic.